# Lia Levi
Lia Levi (Pisa, 9 de novembre de 1931) és una escriptora i periodista italiana.

## Biografia
Lia Levi va néixer a Pisa dins d'una família piemontesa d'origen jueu. A principis de la dècada del 1940 la família es va traslladar a Roma. La seva infància va quedar marcada per la Segona Guerra Mundial i la persecució racial dels jueus al seu país. Després del 8 de setembre de 1943 es va salvar de les deportacions amagant-se amb les seves germanes al col·legi romà de les Germanes de Sant Josep de Chambéry.
Guionista i periodista, és autora de novel·les infantils i per a adults. El 1967 va fundar i dirigir la revista mensual de cultura i informació jueva Shalom.
El 1994 va publicar el llibre Una bambina e basta (Una nena i prou; primer premi Elsa Morante), que no estava originalment destinat a un públic juvenil, però que posteriorment va convertir-se en un clàssic a les escoles. Levi explica la seva història, la d'una noia jueva que durant les persecucions racials es troba de sobte que s'enfronta a problemes més grans que ella, molt sovint magnificats i encara més difícils pels adults. No per casualitat en el prefaci del llibre diu: «No m'agraden els adults quan decideixen pronunciar-vos un discurs: se senten evolucionats i magnífics, et miren als ulls, busquen el to mig alt ... ara ja ho sabreu tot, ells empaqueten les notícies com un refrigeri». És un dels primers relats autobiogràfics que tractaven el problema de l'impacte traumàtic que les persecucions van tenir sobre els nens jueus a Itàlia, fins i tot entre els que no van ser deportats als camps d'extermini, obligats a abandonar casa seva i viure amagats amb por, sovint separats dels seus pares.

## Novel·la
- Una bambina e basta, 1994
- Quasi un'estate, 1995
- Se va via il re, 1996
- Tutti i giorni della tua vita, 1997
- L'albergo della magnolia, 2001
- Il mondo è cominciato da un pezzo, 2005
- L'amore mio non può, 2006
- Nessun giorno ritorna, Perrone 2007
- Trilogia della memoria, 2008
- La sposa gentile, 2010
- Una valle piena di stelle, 2010
- La notte dell'oblio, 2012
- Il braccialetto, 2014
- Questa sera è già domani, 2018

## Llibres per a nens
- Una valle piena di stelle, Mondadori 1997
- Da quando sono tornata, Mondadori 1998
- La gomma magica, Mondadori 2000
- Maddalena resta a casa. 1938, Mondadori 2000, Piemme 2009
- Cecilia va alla guerra, Mondadori 2000, Piemme 2007, Mursia 2009
- Il sole cerca moglie, Mondadori 2001, Piemme 2009
- Il segreto della casa sul cortile. Roma 1943-1944, Mondadori 2001, Oscar Junior 2013
- Che cos'è l'antisemitismo? Per favore rispondete, Mondadori 2001, Piemme 2006
- Un garibaldino di nome Chiara. 1860, Mondadori 2002, Giunti 2008
- La collana della Regina. Roma 1943, Mondadori 2002, Piemme 2008
- La perfida Ester, Mondadori 2002
- La lettera B. I sei mesi che hanno sconvolto la mia vita, Mondadori 2003
- La Villa del Lago. La Repubblica di Salò 1943-1944, Mondadori 2003, Piemme 2011
- La scala dorata. Parigi 1858, Mondadori 2004, Piemme 2010
- Fontane e bugie, Mondadori 2005
- La ragazza della foto, Piemme 2005
- La portinaia Apollonia, Orecchio Acerbo 2005
- Un cuore da Leone, Piemme 2006
- Il pappagallo francese, Piemme 2006
- Giovanna e i suoi re, Orecchio Acerbo 2006
- L'amica di carta, Sinnos 2007
- L'amico del mondo, Giunti 2007
- Una famiglia formato extralarge, Piemme 2007
- Il tesoro di Villa Mimosa, Piemme 2008
- La banda della III C, Piemme 2009
- Il ritorno della banda della III C, Piemme 2010
- Siamo in guerra e nessuno ce lo dice, Mondadori 2010
- Storie di un cortile buio, Il Castoro 2010
- La nonna ricca, Mondadori 2011
- Un dono color caffé, Piemme 2011
- Lo strano presepe, Mondadori 2011
- Io ci sarò, Piemme 2013
- Sette note d'argento, Piemme 2014
- La banda della III C e i tre melograni, Piemme 2015
- Quando tornò l'arca di Noè, Piemme 2016

## Premis
- Premi Procida-Isola di Arturo-Elsa Morante, millor obra 1994 (Una bambina e basta)[4]
- Premi Grinzane Cavour, secció d'assaig 2001 (Che cos'è l'antisemitismo?)
- Premi Andersen, llibre de l'any 2005 (La portinaia Apollonia)
- Premi Rodari 2008 (Un cuore da Leone)
- Premi Alghero donna 2010 (La sposa gentile)
- Premi Via Po 2010 (La sposa gentile)
- PremioMoravia 2011 (L'albergo della magnolia)
- Premi Pardès per la literatura jueva 2012
- Premi Rapallo 2015 (Il braccialetto)
- Premi Strega Giovani 2018 (Questa sera è già domani)